# Saragüeta
Saragüeta (en euskera Zaragueta o Saragueta siendo esta última cooficial) es una localidad española y un concejo de la Comunidad Foral de Navarra perteneciente al municipio de Arce. Está situado en la Merindad de Sangüesa , en la comarca de Auñamendi y a 46 km de la capital de la comunidad, Pamplona. Su población en 2014 fue de 19 habitantes (INE). 

## Geografía física

### Situación
Se encuentra situado en el Pirineo Navarro, muy cerca de Roncesvalles y de la Selva de Irati, a 1,5 km de la carretera que une Aoiz con Burguete y paralela al río Urrobi. Su término concejil tiene una superficie de 4,05 km² y limita con los concejos de Arrieta, Villanueva de Arce, Lusarreta y Urdíroz pertenecientes al Valle de Arce y con el Valle de Erro. 

## Demografía

### Evolución de la población
| Gráfica de evolución demográfica de Saragüeta entre 2000 y 2010 |
|                                                                 |
| Datos según el nomenclátor publicado por el INE.                |

## Patrimonio

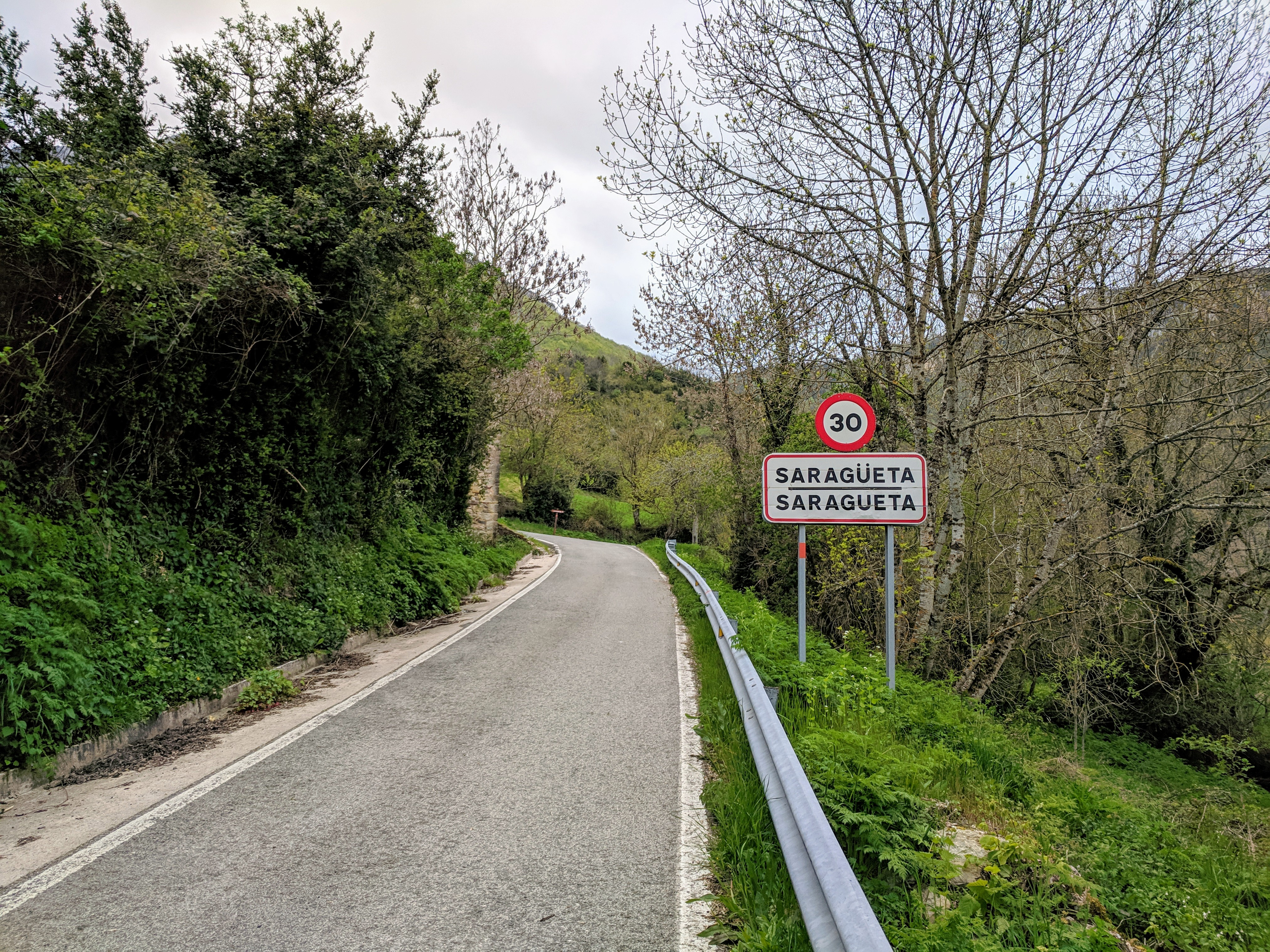
Entrada

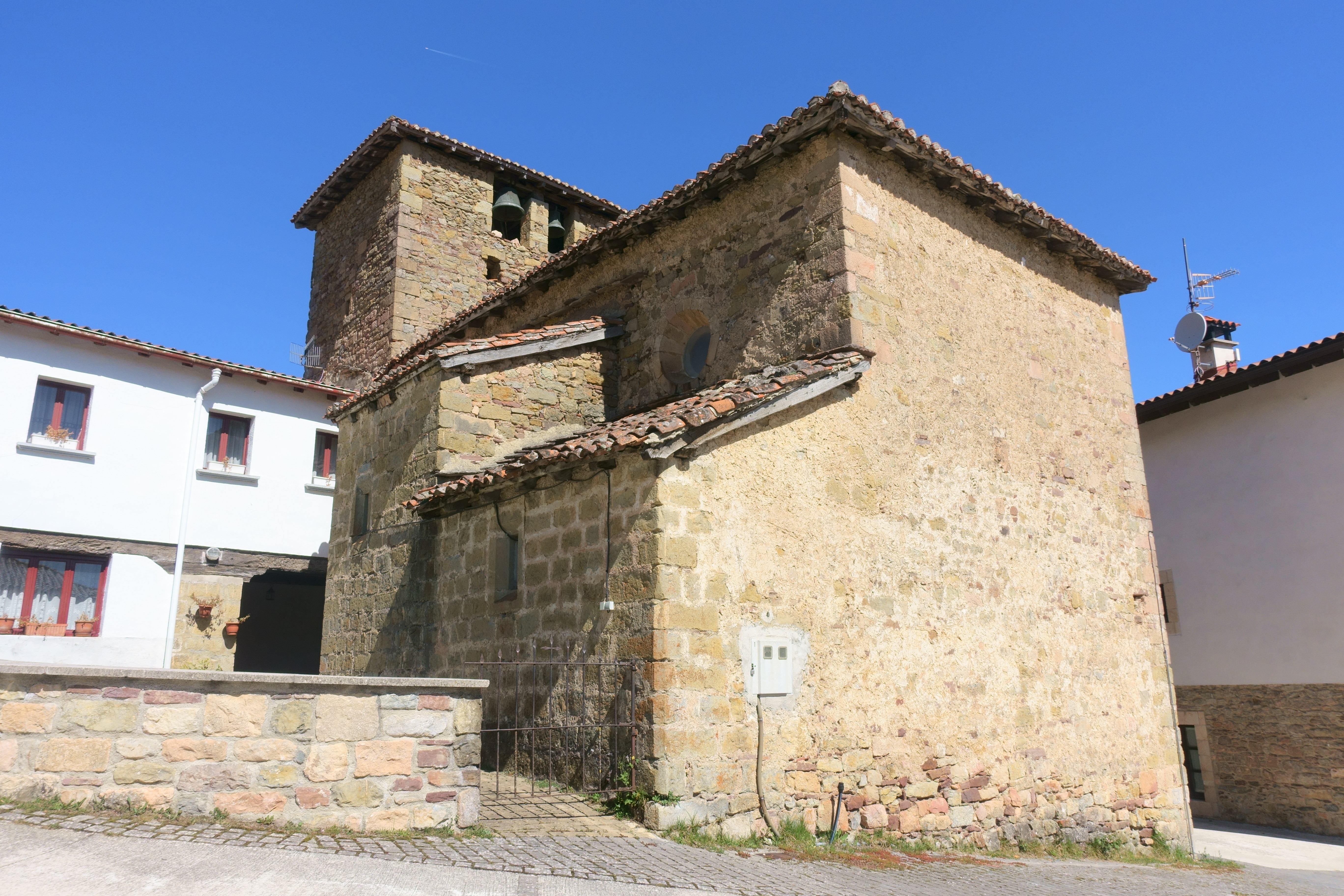
Iglesia de San Juan Bautista

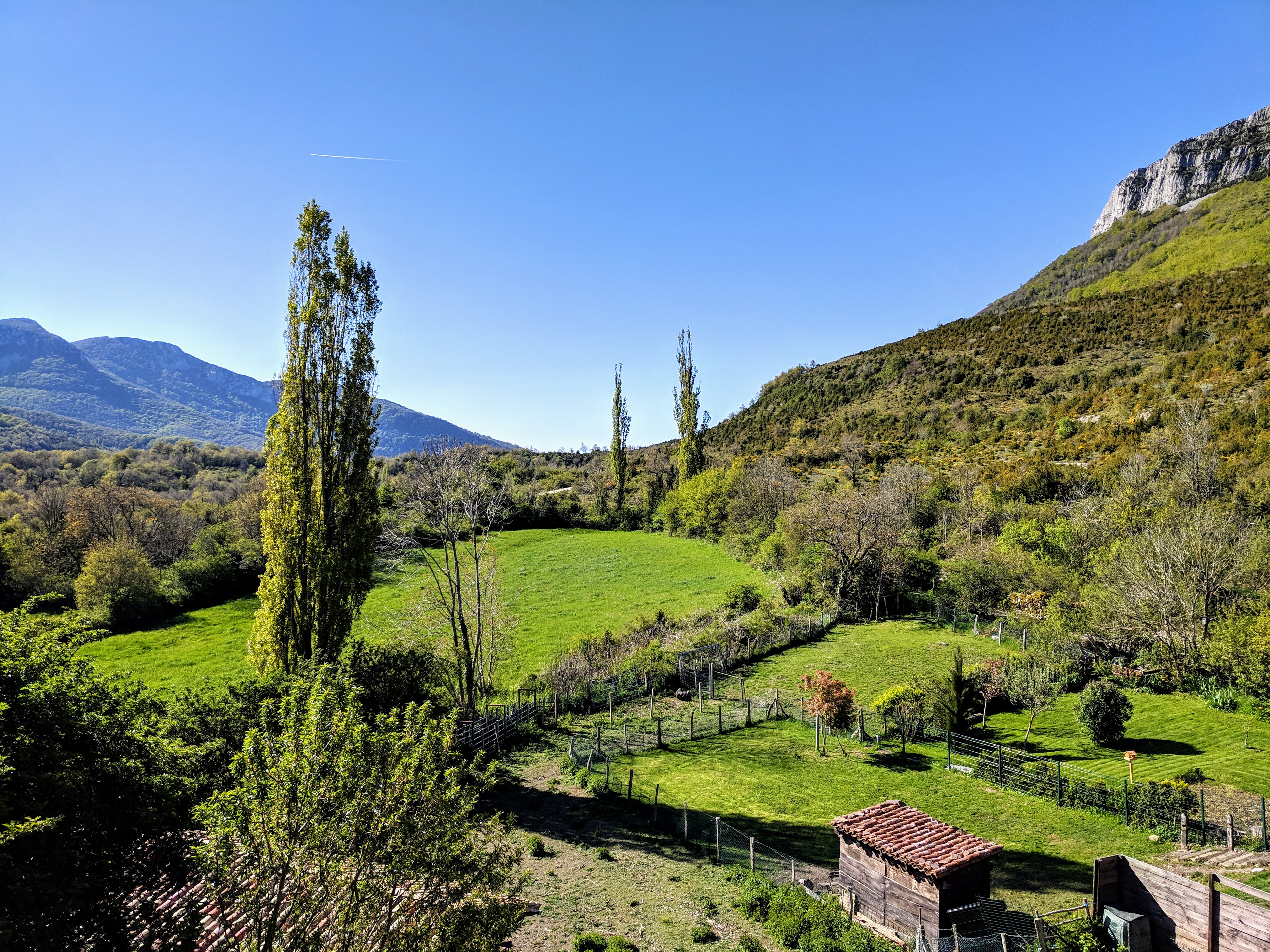
Entorno

El pueblo se compone de unas pocas casas de estilo típico del pirineo y dispuestas en torno a la plaza y a una fuente de dos caños, cuya agua emana de los manantiales del lugar. Cabe destacar una casa de arte gótica con dos puertas de arcos de medio punto. Se dice que en tiempos dicha casa era un convento. Hoy en día está dividida en dos viviendas.
La Iglesia de San Juan Bautista es de estilo gótico, consta de una sola nave en forma de cruz. En su interior, el retablo mayor es más moderno y decorado con ocho tallas pintadas en estilo renacentista (siglo XVI).
El puente esqueleto (perteneciente al término de Urdíroz), es un puente medieval de gran valor histórico, cultural y artístico pese a su estado derruido, hoy en día. Se encuentra a unos 500 metros de la casa denominada la Borda de Saragüeta sita en la carretera de Aoiz a Burguete y un kilómetro más o menos del centro urbano de Saragüeta. Por él, se dice que pasaban las caballerías, además de ser una ruta de gran importancia porque se encontraba en el camino que venía del Valle de Aézcoa y Burguete se adentraba en el Valle de Arce y seguía hacia el desaparecido Valle de Arriasgoiti y posteriormente al Valle de Egüés (siendo utilizado no solo por muchos viajantes sino también por peregrinos que se dirigían a Santiago).

## Curiosidades
El pueblo de Saragüeta fue escenario en el año 2000 del rodaje de la película Silencio Roto de Montxo Armendariz, ambientada en la época de los maquis. Fue toda una revolución, en una época en la cual solo dos casas del pueblo estaban habitadas (había en total 5 personas) y por tres meses llegaron al pueblo unas 50 personas, entre actores, gremios del cine... y otras tantas entre figurantes y curiosos. La experiencia fue bonita y hoy en día queda en el pueblo un Centro de Interpretación: Gentes de película como recuerdo del rodaje de dicha película.

## Fiestas
Las fiestas patronales de Saragüeta se celebran el último fin de semana de agosto.